# Nakanojō
Nakanojō (中之条町?) è una cittadina giapponese della prefettura di Gunma.